# José Sánchez Adell
José Sánchez Adell (Castellón de la Plana, 5 de julio de 1923 - id. 7 de abril de 2005) fue un profesor, filósofo e historiador español. 
Especializado en la Edad Media. Su vida y obra estuvieron fuertemente ligadas a su ciudad natal, donde ejerció como Cronista Oficial de la ciudad, profesor emérito de la Universidad Jaime I y miembro del patronato de la Fundación Huguet, entre otras.

## Biografía
José Sánchez Adell fue alumno de las Escuelas Pías y del Instituto Ribalta en Castellón antes de completar su formación en la Universidad de Valencia, donde se licenció en Filosofía y Letras en 1946. Inmediatamente, pasó a trabajar como profesor adjunto mientras que obtenía el título de doctor en el mismo centro con una tesis sobre la villa medieval de Castellón. Antes de cumplir los 30 años, fue profesor y director del Instituto de Vall de Uxó Posteriormente ejerció como maestro en la antigua Escuela Normal de Magisterio desde 1950, como catedrático desde 1958 y como director desde 1977. Al mismo tiempo, ejercía como profesor de Historia Medieval al Colegio Universitario de Castellón.
Paralelamente a su tarea docente, Sánchez Adell continuó la tarea de Ángel Sánchez Gozalbo o Lluís Revest y se convirtió en uno de los investigadores más importantes de la época medieval en la actual Provincia de Castellón, como así lo demuestran sus numerosos trabajos. El 1963 fue nombrado miembro correspondiente de la Real Academia de la Historia.
Además, Sánchez Adell desarrolló varios cargos importantes dentro de la ciudad de Castellón. Fue un personaje fundamental dentro de la Sociedad Castellonense de Cultura, desarrollando sucesivamente los cargos de secretario (1959-1983), vicepresidente (1983-1991) y presidente (1991-2006), en lugar del desaparecido Casimir Melià Tena. Mantuvo una estrecha relación personal con otras personalidades culturales locales como por ejemplo Bernat Artola, Vicent Sos Baynat o Germà Colón. Destacó igualmente por su tarea editorial. Entre otros, en 1984 creó la revista cultural Castelló festa plena, junto con el periodista Paco Pascual y el escritor Salvador Bellés. En 1987, después de la muerte de Sánchez Gozalvo, fue nombrado Cronista Oficial de la ciudad. Ya en los últimos años de su vida fue nombrado profesor emérito de las universidades Jaime I y Valencia, además de entrar a formar parte del patronato de la Fundación Huguet el 2002. En 2005, el mismo año de su muerte, recibió el premio Valenciano del Año por la misma fundación. En un plano muy diferente, también presidió la Caja de Ahorros y Monte de Piedad de Castellón entre 1976 y 1988.
Casado con Elena Almela, tuvieron cuatro hijos, entre ellos Elena Sánchez Almela, actual responsable del Archivo Municipal Histórico de Castellón.

## Obra principal
Selección:
- Catálogo de pergaminos del Archivo Municipal de Castellón, 1951.
- Cronos. Didáctica de la Historia, 1971.
- Didáctica de la Historia, 1977.
- Castellón de la Plana en la Baja Edad Media, 1982.
- Castellón de la Plana y su provincia (con Ferran Olucha Montins y Ramón Rodríguez Culebras), 1990.
- Las tierras castellonenses. Materiales de trabajo para Ciencias Sociales (con Fernando Ferrús Camilleri), 1983.
- El Libro de Privilegios de Castelló de la Plana, 1993.
- Elenco de fechas para la historia urbana de Castellón de la Plana (con Ferran Olucha Montins y Elena Sánchez Almela), 1993.
- Lo reloj público en Castellón, 1996.
- Magdalena: historia y leyenda de un pueblo (con Álvaro Monferrer Monfort), 2002
- Crónicas mínimas, 2002.
- Ganadería medieval castellonense. Ocho estudios, 2004.
- Defiende y seguridad de una villa medieval: Castellón de la Plana (con Elena Sánchez Almela), 2004.
- Retazos de historia: miscelánea de artículos sobre Castellón, 2006.